# 丹青
丹青（たんせい、朝鮮語：단청／丹靑 dancheong）とは、朝鮮半島の伝統的な木造建築や工芸品に描かれる彩画のことを指す。
丹青の色彩は自由に選べるものではなく、五色が定められている。緑は東、白は西、赤は南、黒は北、黄は中央を象徴し、これは中国起源の五行思想に基づいている。主に寺院や宮殿などの重要な建物に用いられ、軒下には菩薩・唐獅子・龍・麒麟・牡丹・蓮花・菊どの吉祥模様が描かれる。特にタンチョウの姿がよく描かれている。また、装飾の役割だけでなく、温度変化から建物を守り、木材の欠陥を覆い隠す効果もある。さらに、虫害を防ぎ、建物を長持ちさせる。
朝鮮半島では木造建築に丹青を施すには高度な技術が求められ、この技を受け継ぐ職人は「丹青匠」（단청장、タンチョンジャン）と呼ばれる。かれらは図案と色の調和を考慮し、半島各地の木造建築に丹青を施している。その制作と修復の技術は、韓国文化財庁により国家無形文化遺産に指定されている。

## 呼称と漢字表記
韓国の漢字では「丹青」では無く、「丹靑」と書かれており、本稿では日本の『常用漢字表』に従い、全て日本の漢字「青」を使用する。
主要な別称としては「彩畫」があり、また、一般的ではない表記としては「丹碧（단벽）」、「金碧（금벽）」、「丹雘（단확）」、「丹緑（단록）」、「丹漆（단칠）」、「髹漆（휴칠）」、「髹彤（휴동）」などがある。

## 歴史

### 語源
そもそも「丹青」という言葉の初めての文字記録は、韓国ではなく、中国にある。それは、中国の古典書『周礼・秋官司寇』に記録されており、紀元前300年から紀元前200年頃のものである。
「丹青」という言葉の語源は、漢文の「丹（ダン）」と「青（チン）」の組み合わせに由来する。「丹」は唐紅色や朱色に近い「丹砂」という色を指し、これは朱砂という鉱物から作られた顔料である。一方、「青」は日本語の「青」ではなく、やや緑がかった青緑色の一種である「青雘」を指し、青雘は藍銅鉱から作られた顔料である。中国ではこれらの二色が頻繁に用いられたため、「朱砂と藍銅鉱を基調としたもの全般」を「丹青」と総称するようになった。また、中国において丹青は、基本的に「建築」や「工芸品」ではなく、主に「絵画」に用いられることが多い。歴史を通じて、朱砂や藍銅鉱を原料としたものに限らず、赤と緑の配色であれば、広く「丹青」という美称・雅称で呼ぶことができる。
「丹青」という言葉は、中国で以下のようなものを指す場合がある：
- 鉱物や金属を原料とした鮮やかな顔料
- 朱色や緑、またはそれらを含む鮮やかな漆（うるし）・塗料・ペンキ
- 中国絵画の縁に施された赤と緑の模様（絵画の素材は絹・紙を問わない）
- 物を収納する箱の表面に施された赤と緑の装飾
- 朱砂や藍銅鉱を採掘するための道具

### 韓国における丹青
三国時代以来、朝鮮半島の丹青（단청、Dancheong）は独自の特徴を持つようになり、古墳壁画から木造建築へと発展していた。
最も古い丹青の例は、高句麗時代の357年に建設された古墳の壁画に見られている。今日でも、高句麗古墳群や将軍塚（Tomb of the General）、中国東北部や北朝鮮に残る高句麗の格式高い仏教建築には、明確な丹青の痕跡が確認できる。新羅時代には、丹青が庶民の家屋にも使用されるようになり、朝鮮半島の美学が大きく発展していた。また、『三国史記』や『三国遺事』などの古文書にも丹青に関する記録が残されている。さらに、仏教美術の影響を受けて、丹青技術は朝鮮半島全域に広まっていた。
12世紀には、中国の官僚・徐兢（じょきょう）が編纂した『高麗図経（こうらいずけい）』において、当時の高麗・新羅時代の華麗な丹青が施された建築に感銘を受けたと記録されている。その建築は一見中華風に似ているものの、細部には全く異なる特徴が見られるとされている。『高麗図経』によると、朝鮮の宮殿の欄干は赤く塗られ、唐草模様の牡丹や蓮が装飾されており、色彩や模様が非常に鮮やかで、他国の王宮と比べても特に特徴的だとされている。高麗時代の丹青の例としては、栄州・浮石寺（ブソクサ）の祖師堂（조사당）、安東・鳳停寺（ボンジョンサ）の極楽殿（극락전）、禮山・瑞德寺（スドクサ）の大雄殿（대웅전）などが挙げられる。

### 朝鮮王朝での発展

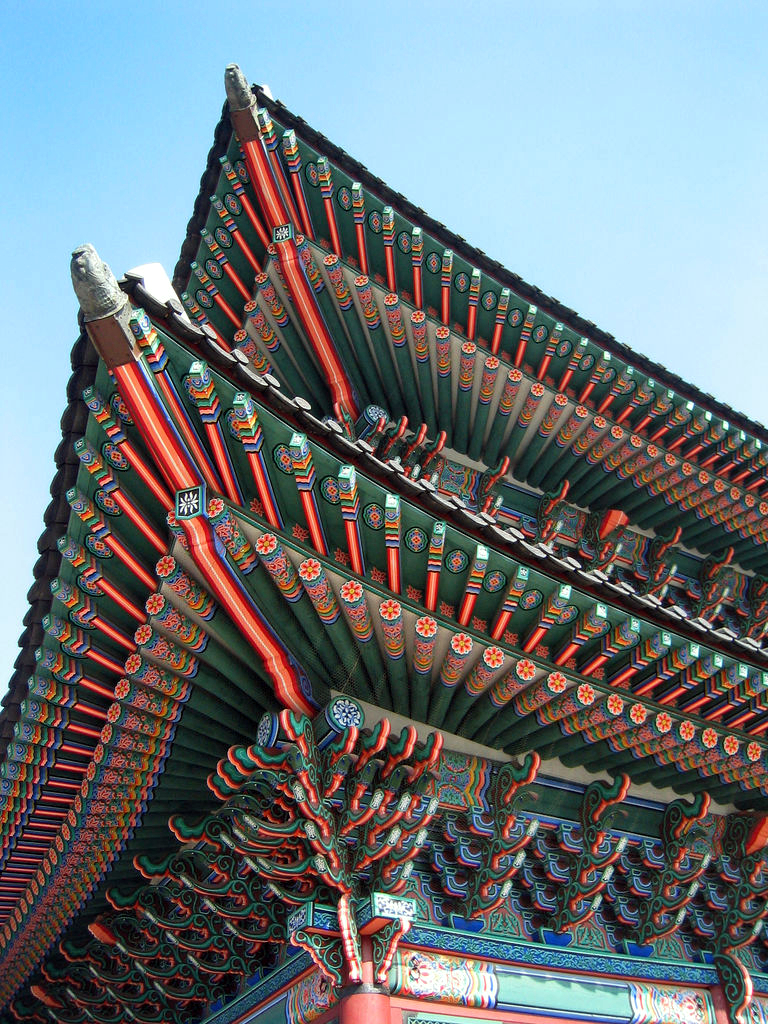
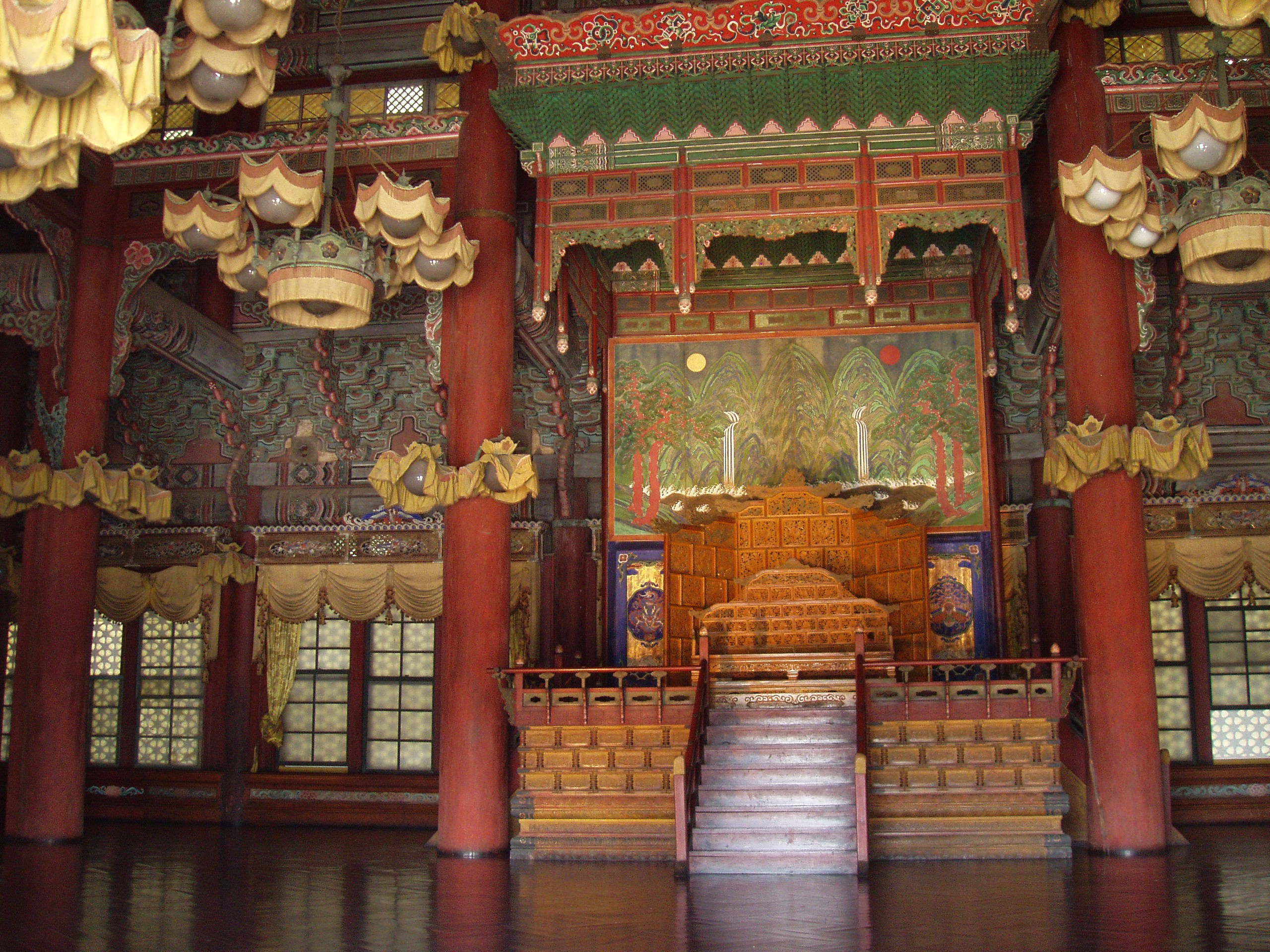
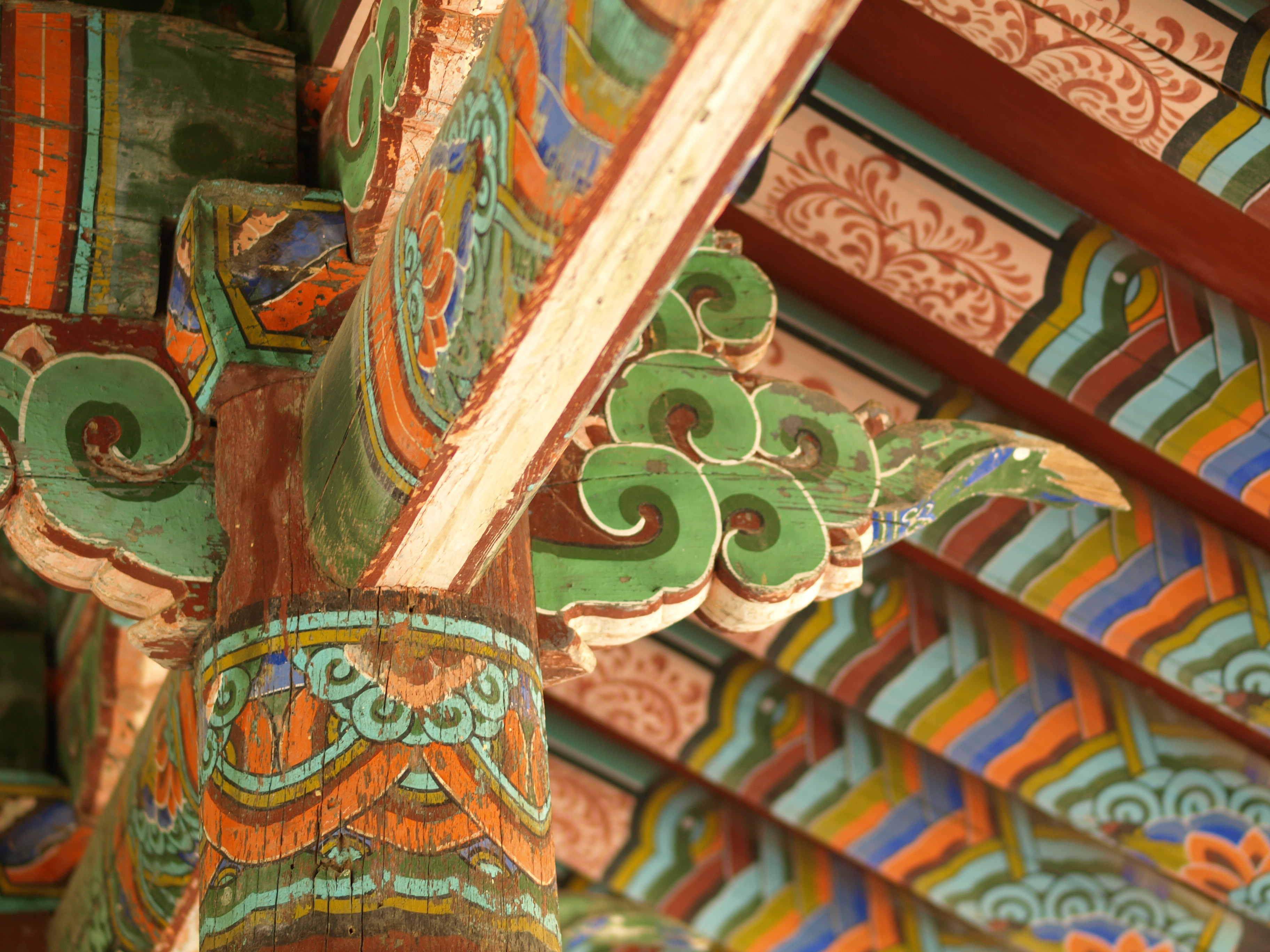
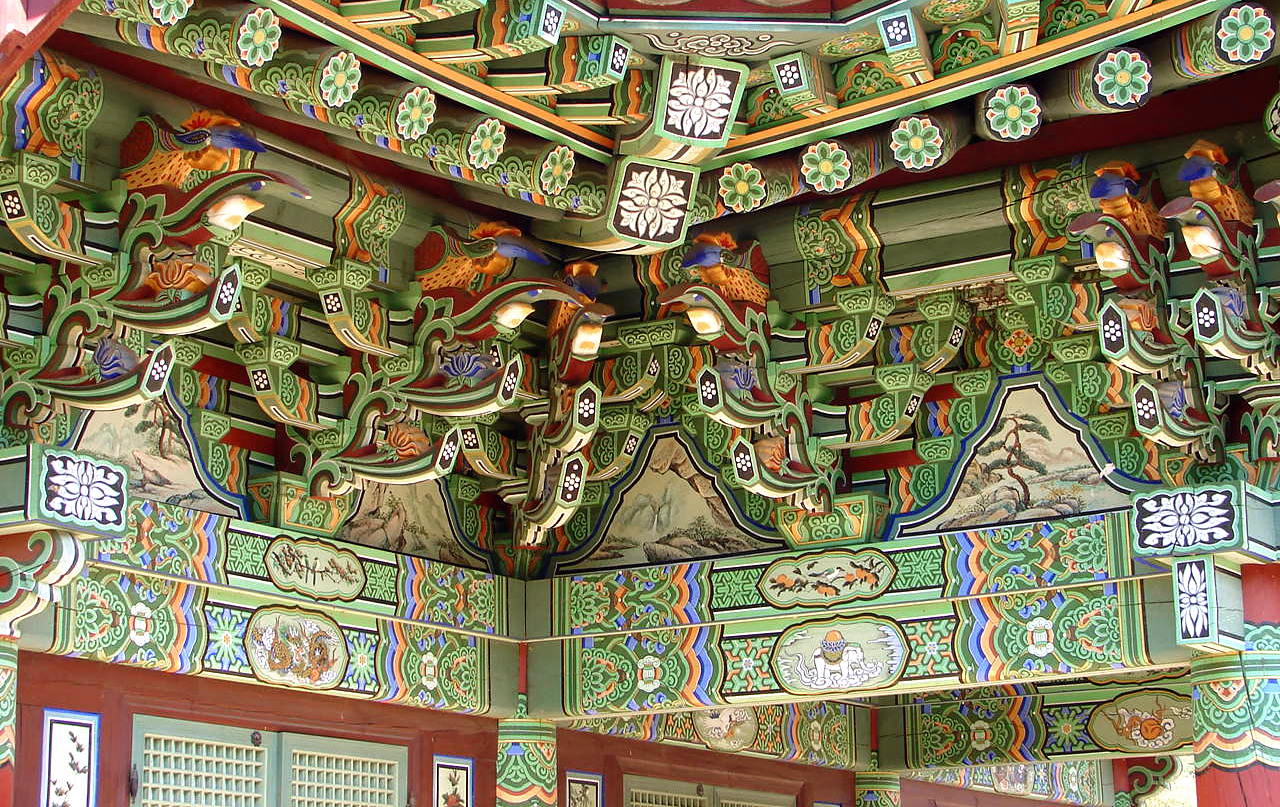
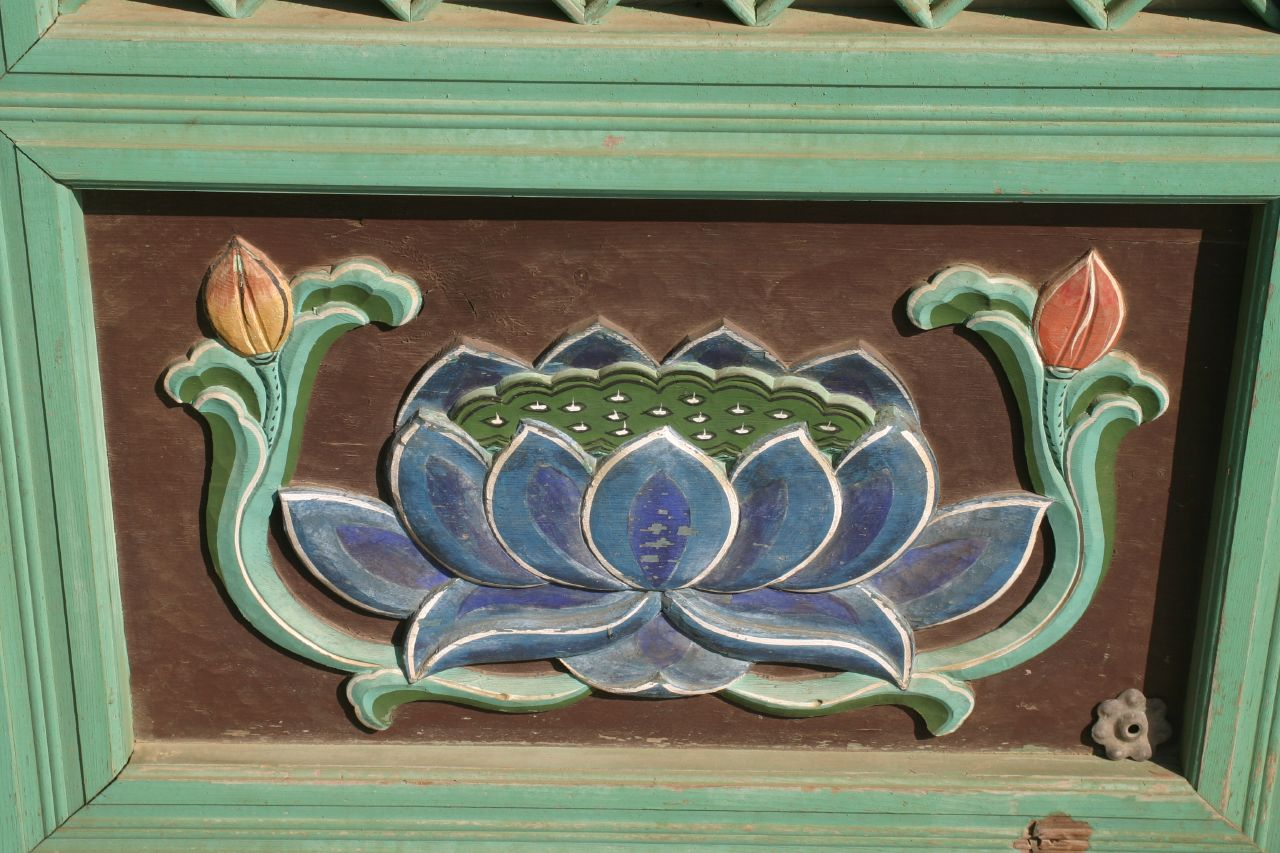
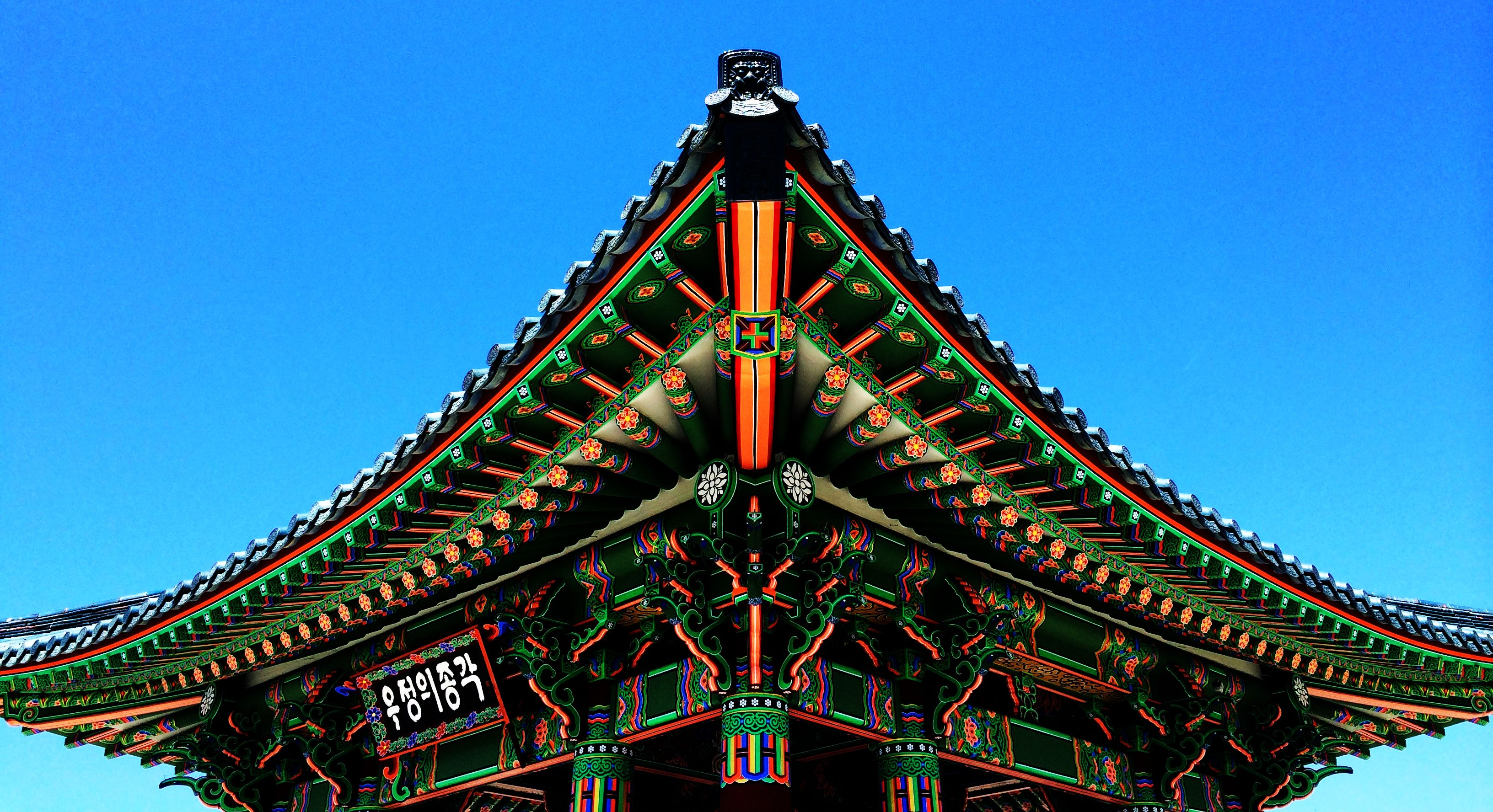
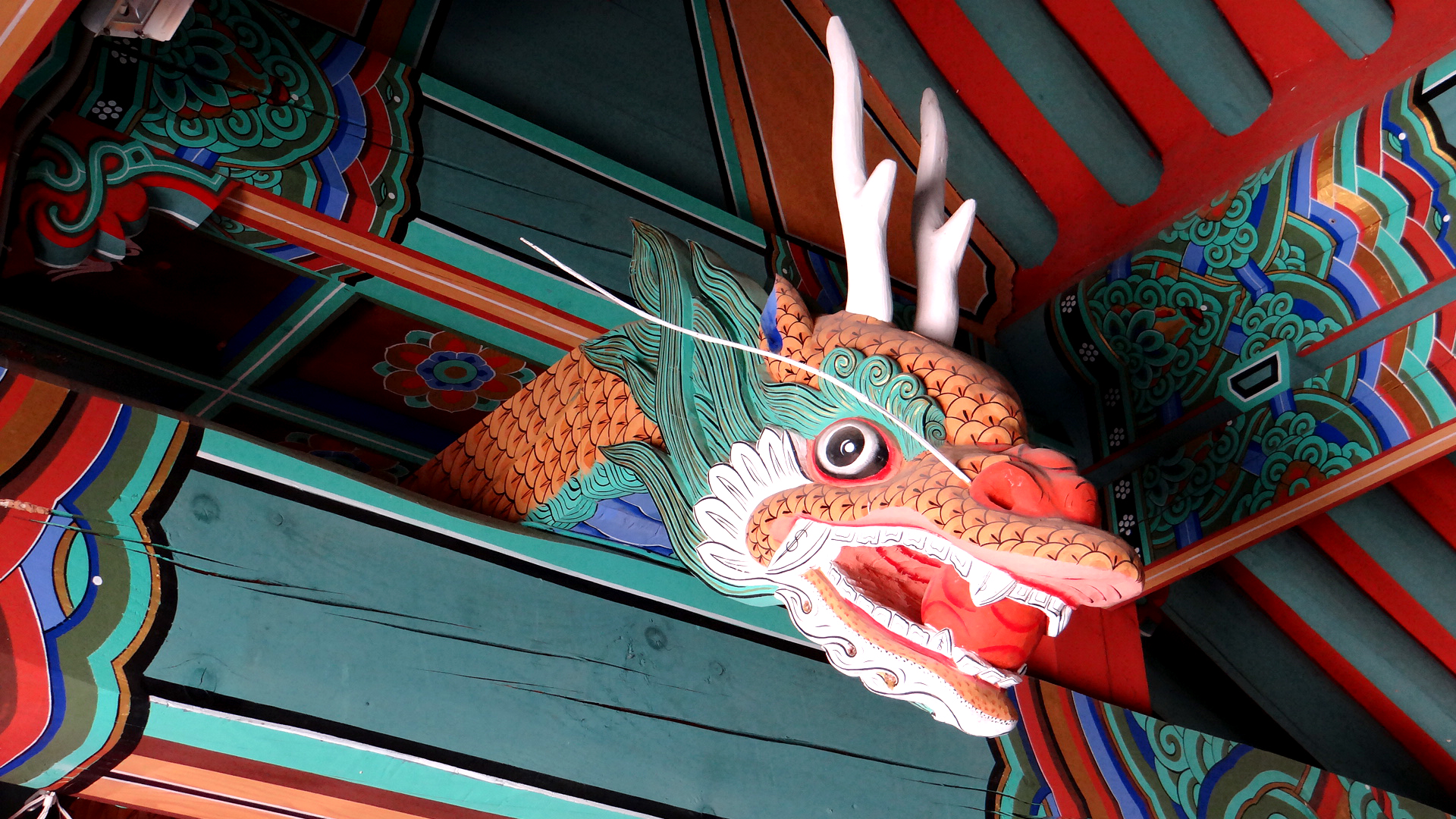
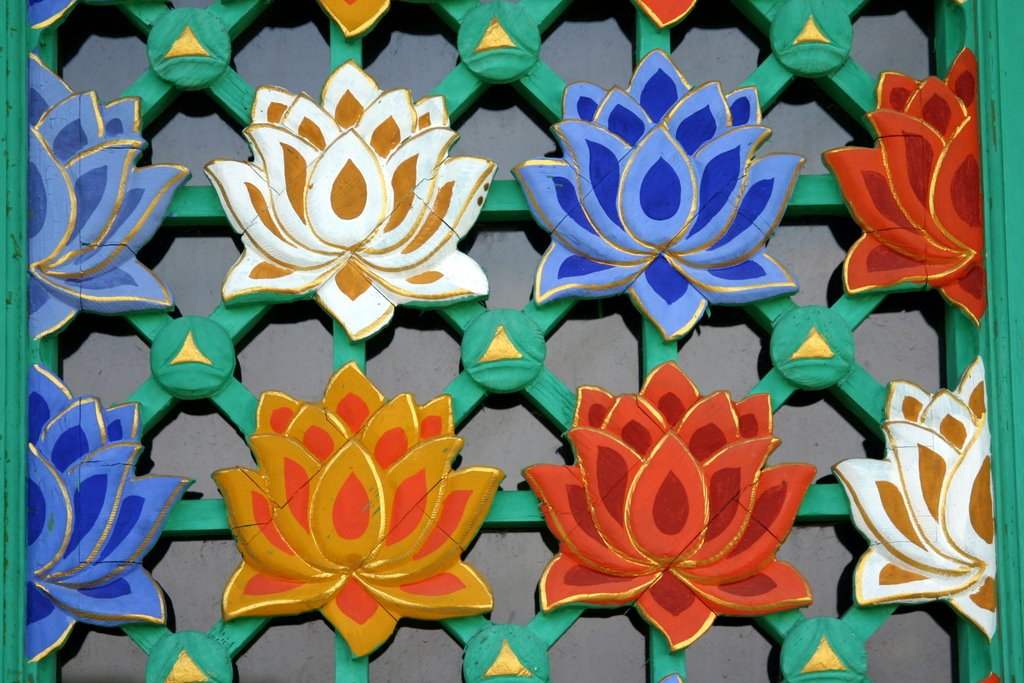
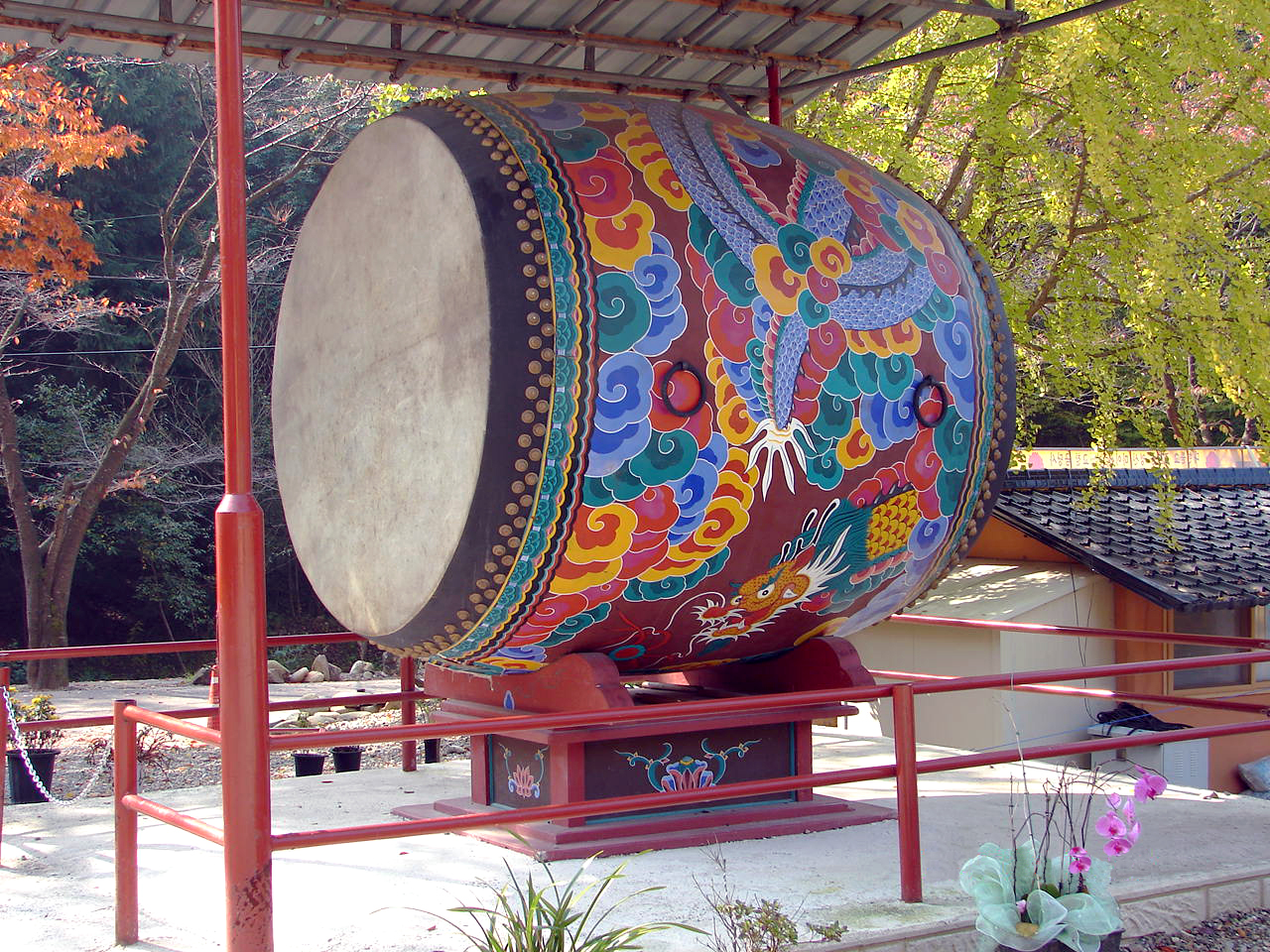
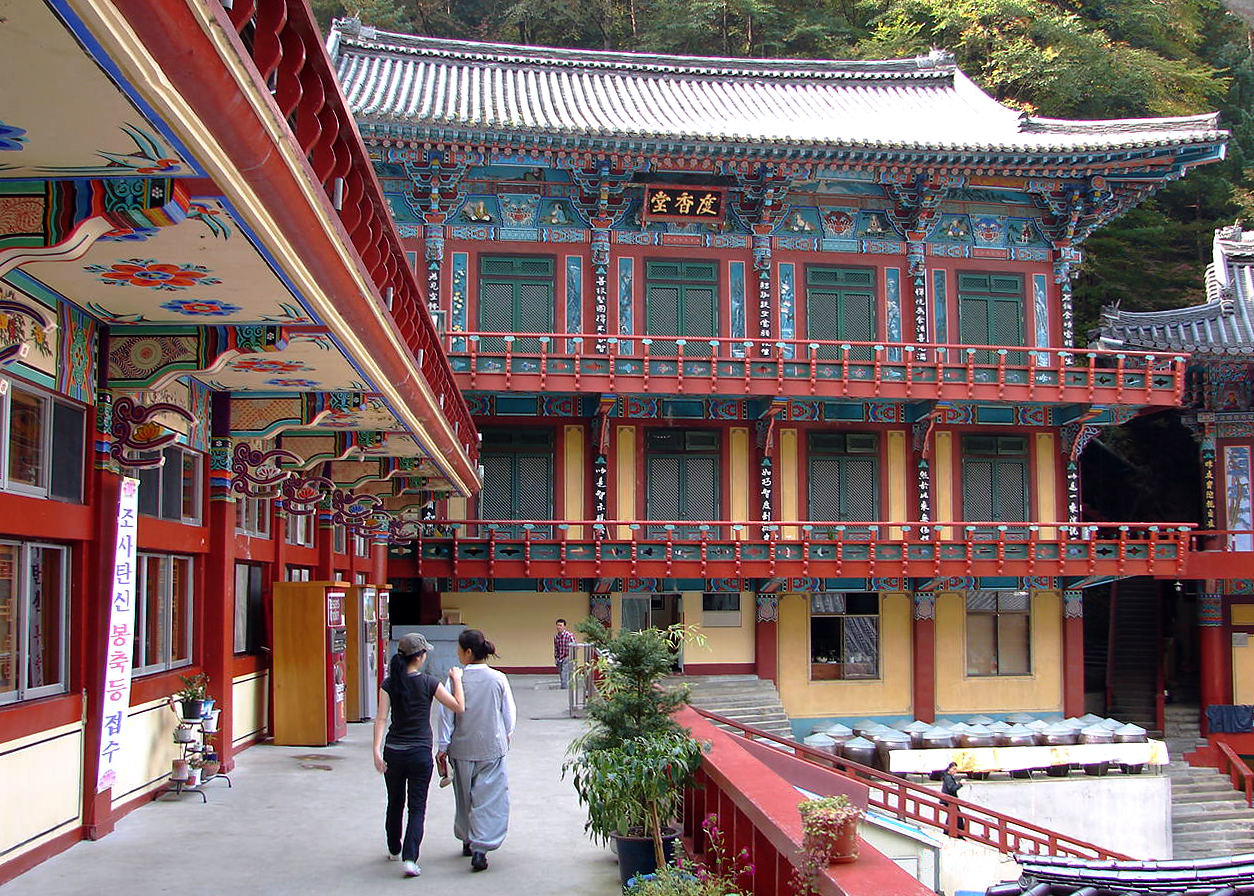
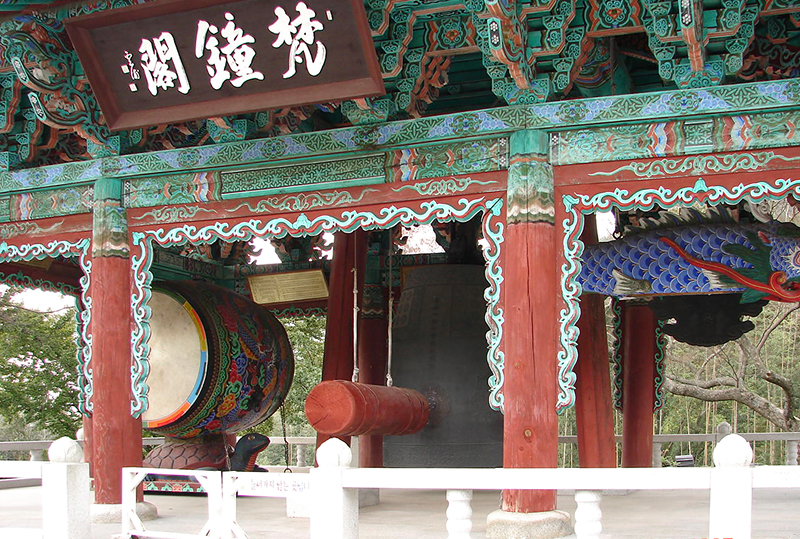
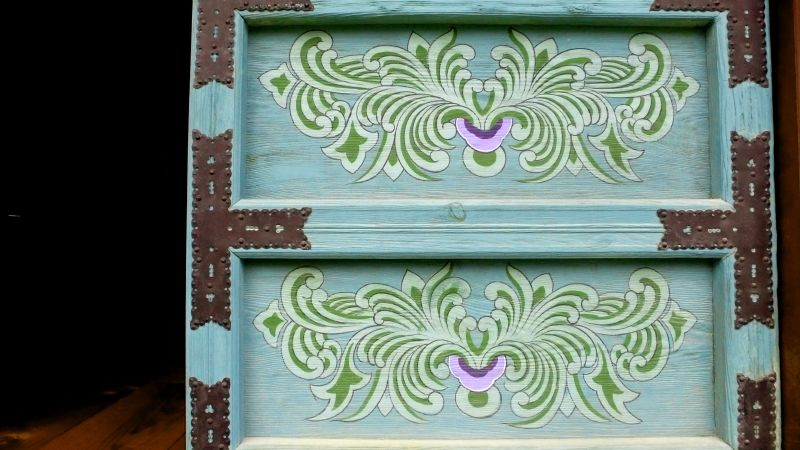

朝鮮王朝時代に入ると、丹青の技法はさらに発展し、より多様化し華麗さを極めていた。とくに唐草模様のような抽象的で植物系の模様は、補佐的な役割を果たし、龍・鳳凰・麒麟・鶴などの動物が模様の中心となった。技術の発展により、以前よりも赤と緑が一層鮮やかで、妖艶で極彩色な風情となり、現代の韓国にも受け継がれている。また、朝鮮王朝時代の丹青は、一般的に緑色を基調とし、その上に赤と白が施されて、ピンクのような可愛らしい色合いが特徴である。江戸時代の日本の影響も受け、曲線的な唐草模様を正方形や菱形の中に描き込むなど、より精緻で複雑なデザインが特徴となった。さらに、朝鮮仏教の衰退とともに唐草模様は変化し、1つは「蔦」を主体とした純粋な曲線模様となり、花は表現されなくなった。もう1つは牡丹や蓮のような、写実的な「花弁」を主体とし、蔦は用いられなくなった。

#### 種類
朝鮮王朝の丹青の模様は、その構造的特徴と装飾の配置に基づいて、大きく4つの種類に分類される：
1. 毛草（モロチョ, Morucho）とは、建物の上部の支えとなる梁の端や、軒の角などに主に描かれる模様である。水蓮、ザクロ、羽根など、自然をモチーフにしたものが特徴である。
2. 別枝花（ピョルジファ, Byeoljihwa）とは、二つの毛草模様の間に描かれる装飾である。吉祥を象徴する動物や、仏教経典に登場する場面が描かれることが多く、主に寺院に用いられたが、宮殿にはほとんど使用されなかった。
3. 非丹文様（ピダンムヌイ, Bidan munui）とは、建物全体に施される鮮やかな幾何学模様である。
4. 単独文様（タンドンムヌイ, Dandong munui）とは、単一の植物や動物をモチーフにした文様を指す[25]。

#### 修復技術
また、朝鮮時代では「丹青を作る技術」だけでなく、「丹青を修復する技術」も盛んであり、李朝中期からは、以前の王朝の古建築を李朝風に再塗装する風潮があった。現代の大韓民国においては、李朝のような豪華絢爛を追求し、以前の丹青を無視することは出来なくなった。現代の韓国では、古建築を修復する際には文化財庁の許可が必要となり、修復前後の違いを写真で撮影し、韓国政府へ提出・保管しなければない。修復方法には以下の手順が含まれる：
1. 建物の現状と周囲の環境を調査する。
2. 必要な修復方法について協議を行う。
3. 現存する丹青模様をもとに下絵を描き、使用する顔料を選定する。

修復方法の最終決定は、専門家による審議を通じて慎重に進められる。
丹青の塗装技法には、以下の二種類がある：
- 古色丹青（ゴセ・ダンチョン）：建物全体を塗り直す技法。
- 古色点丹青（ゴセクタム・ダンチョン）：損傷部分のみを修復・補強する技法。

現代に修復された丹青は、以下のようになっている。

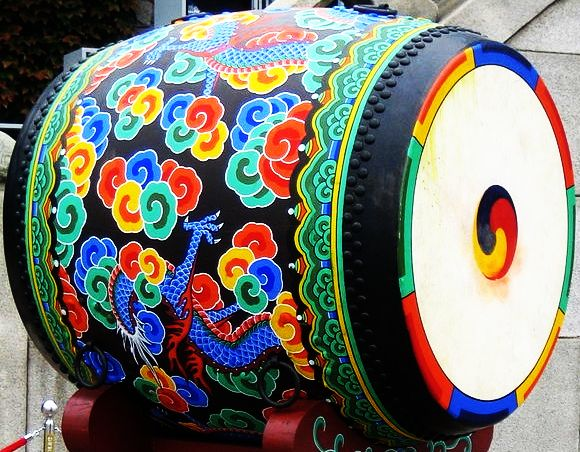
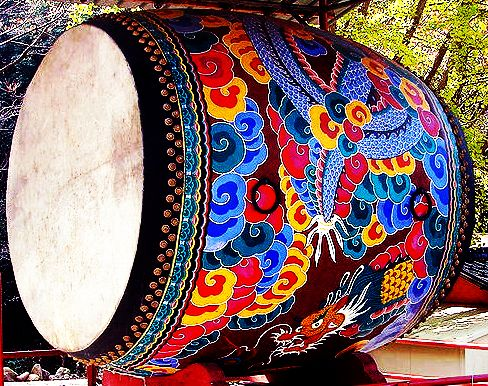
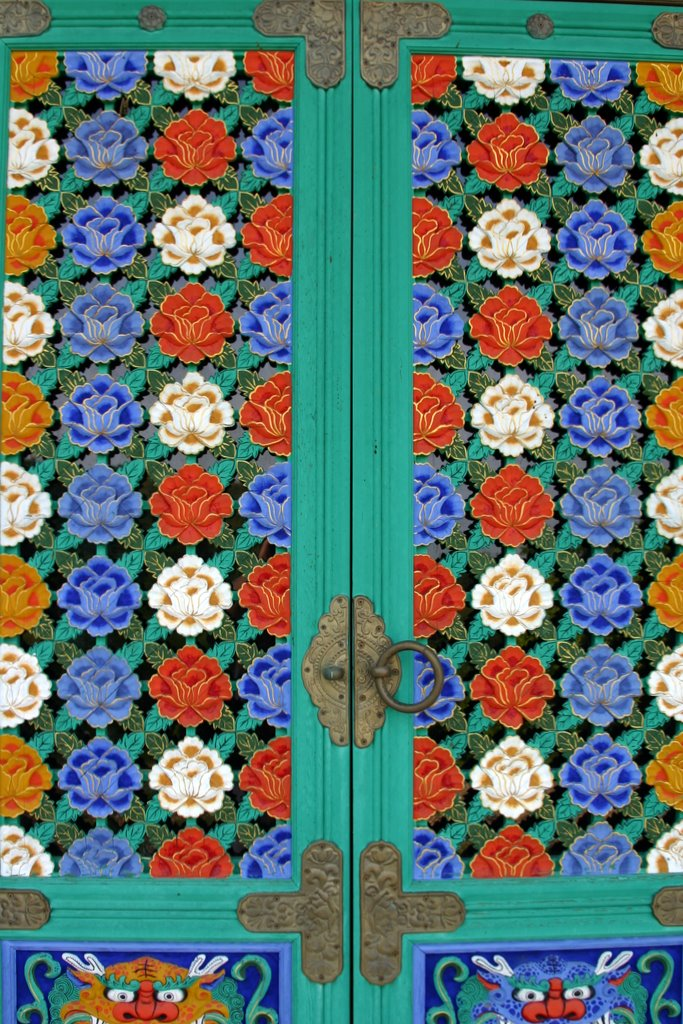
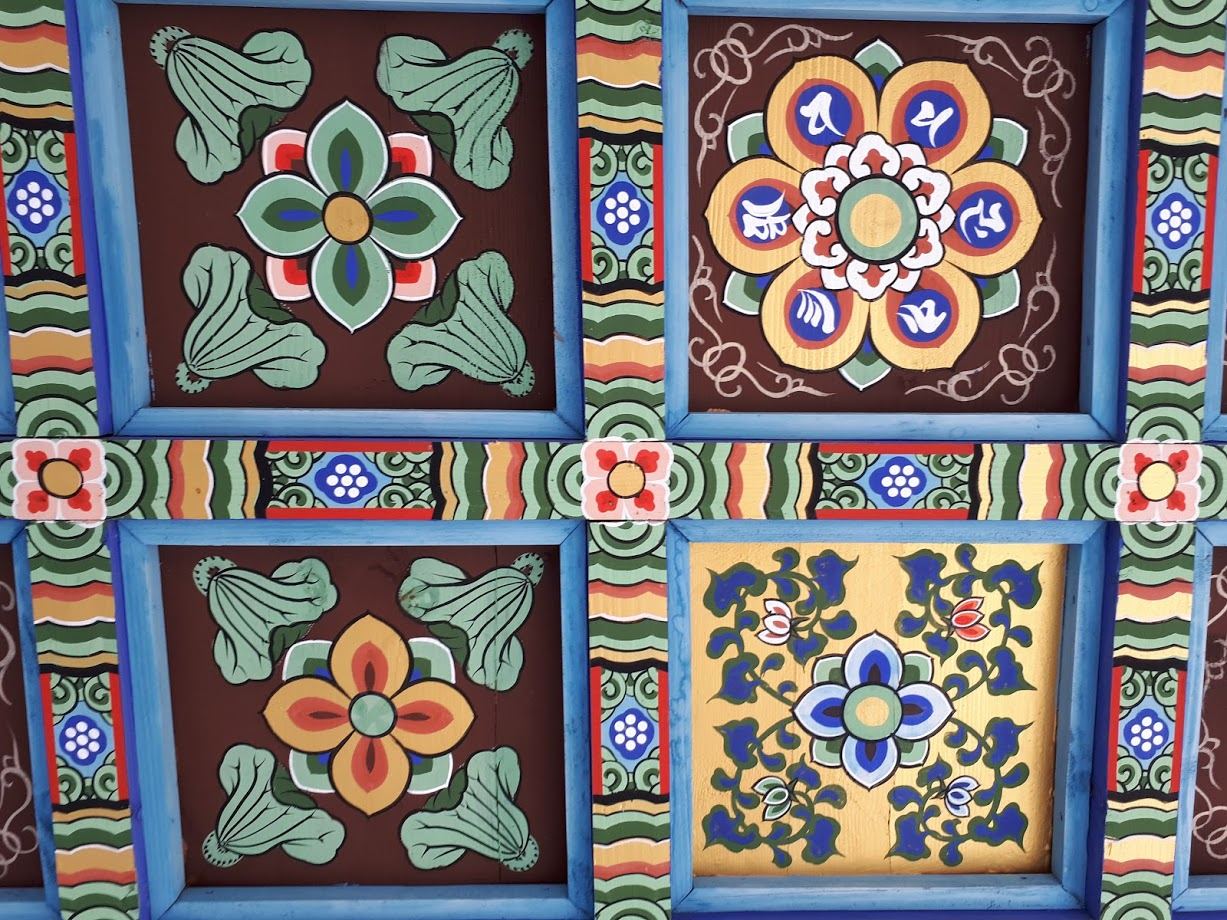
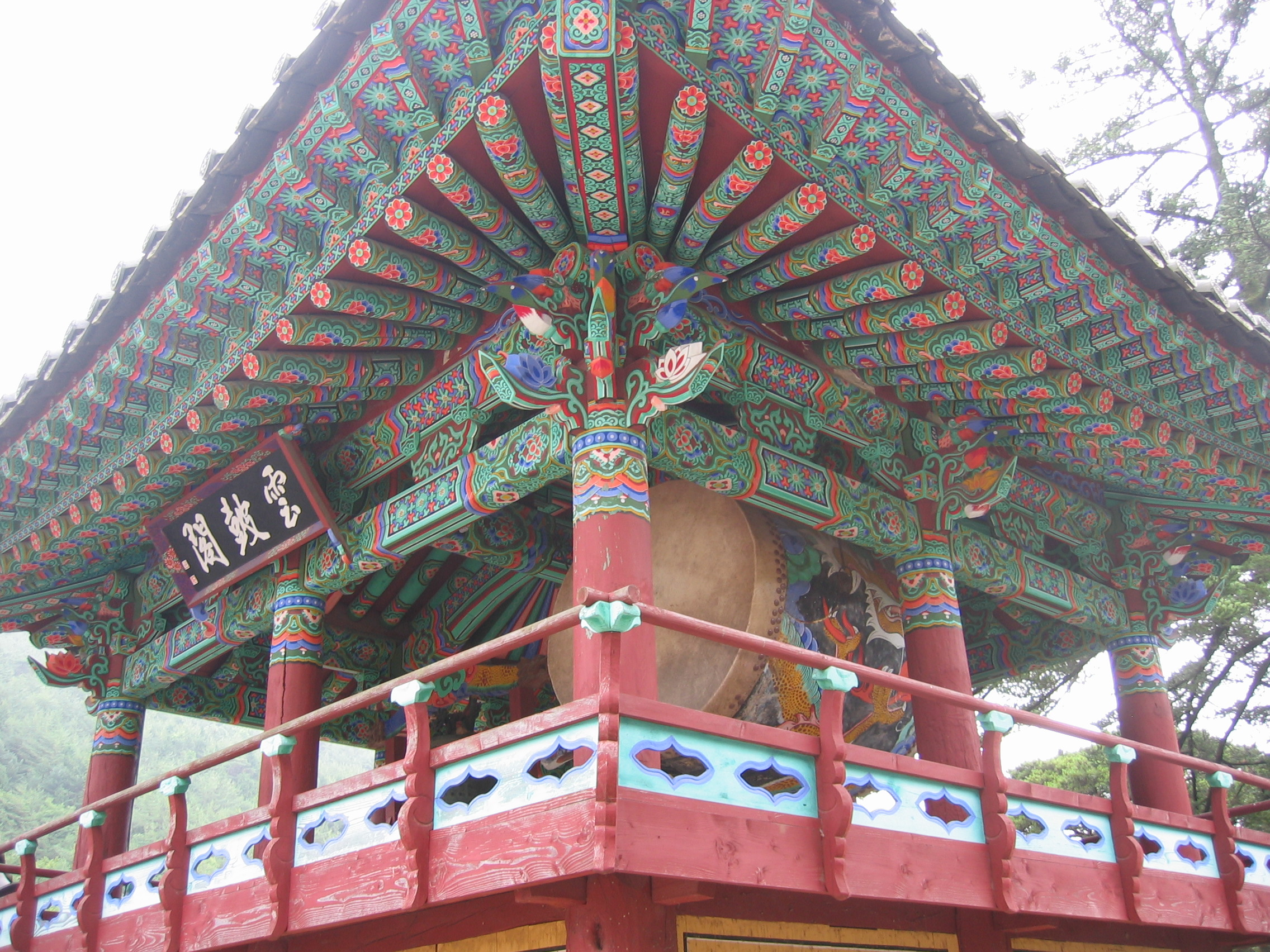
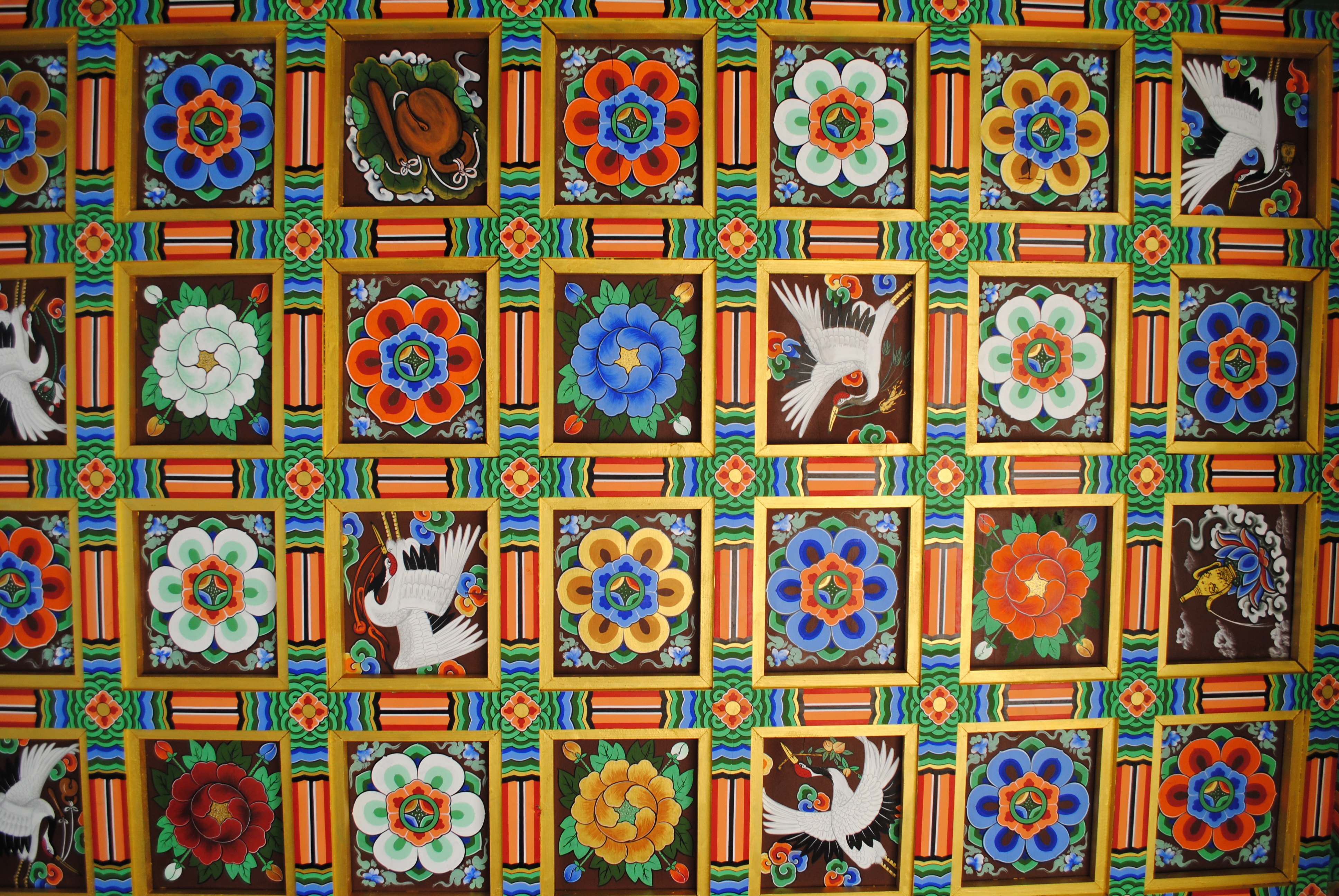
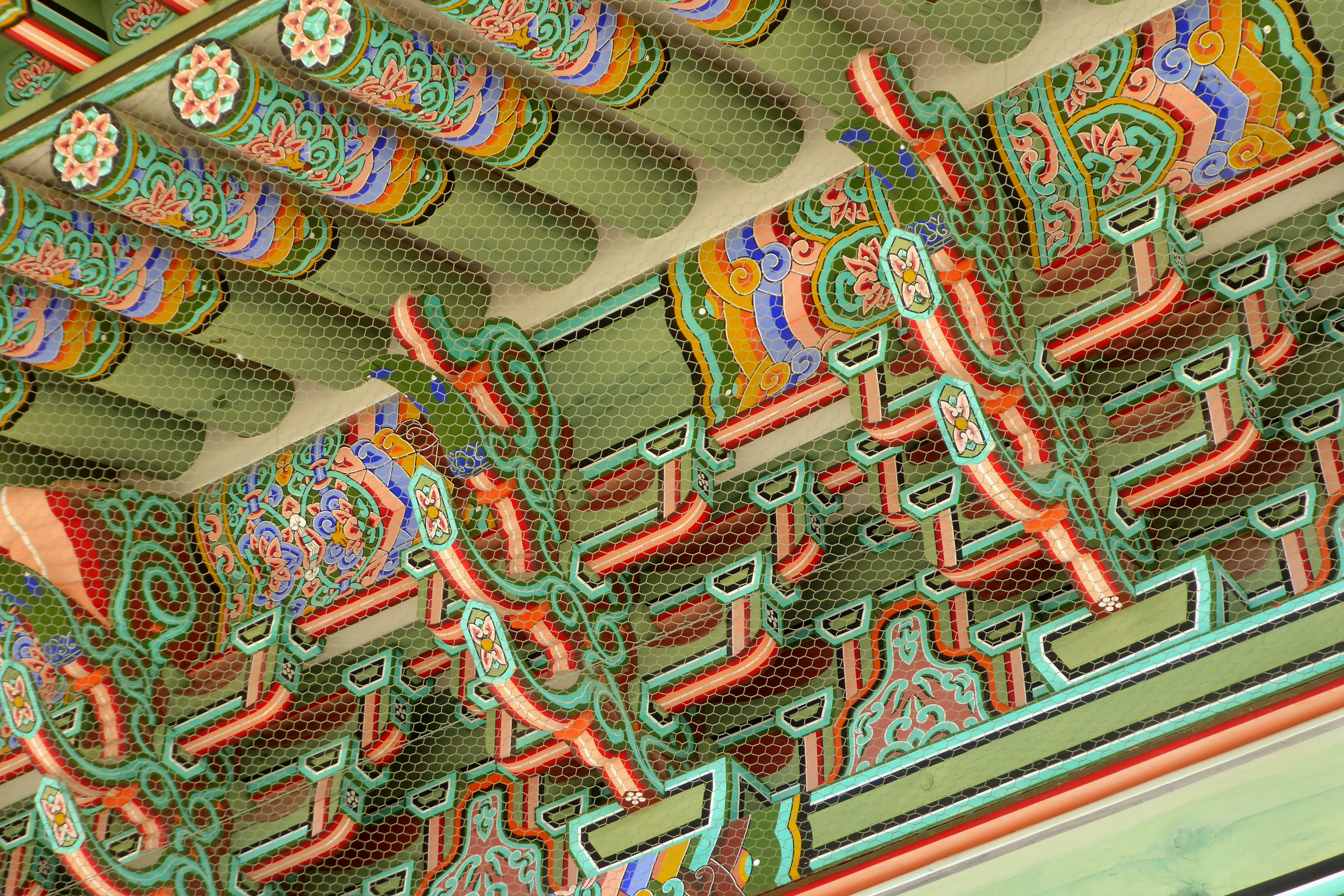
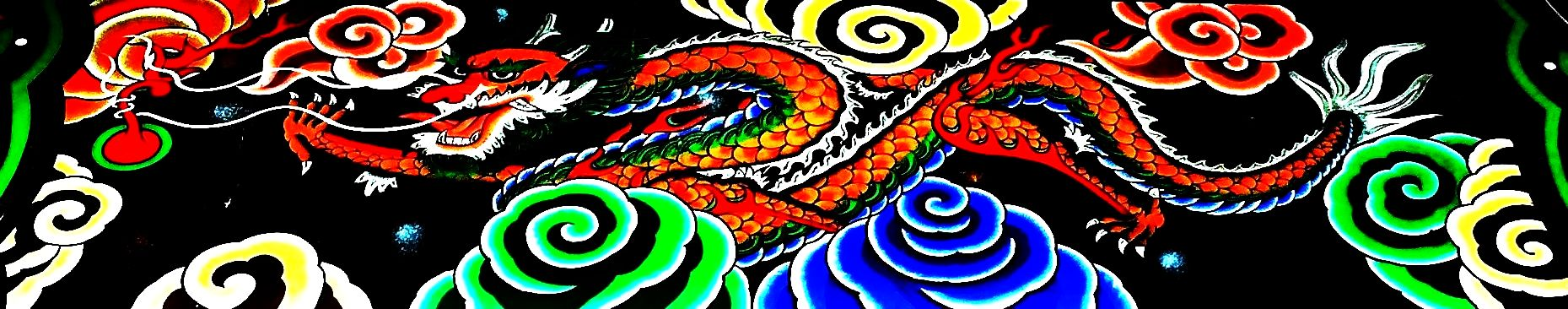
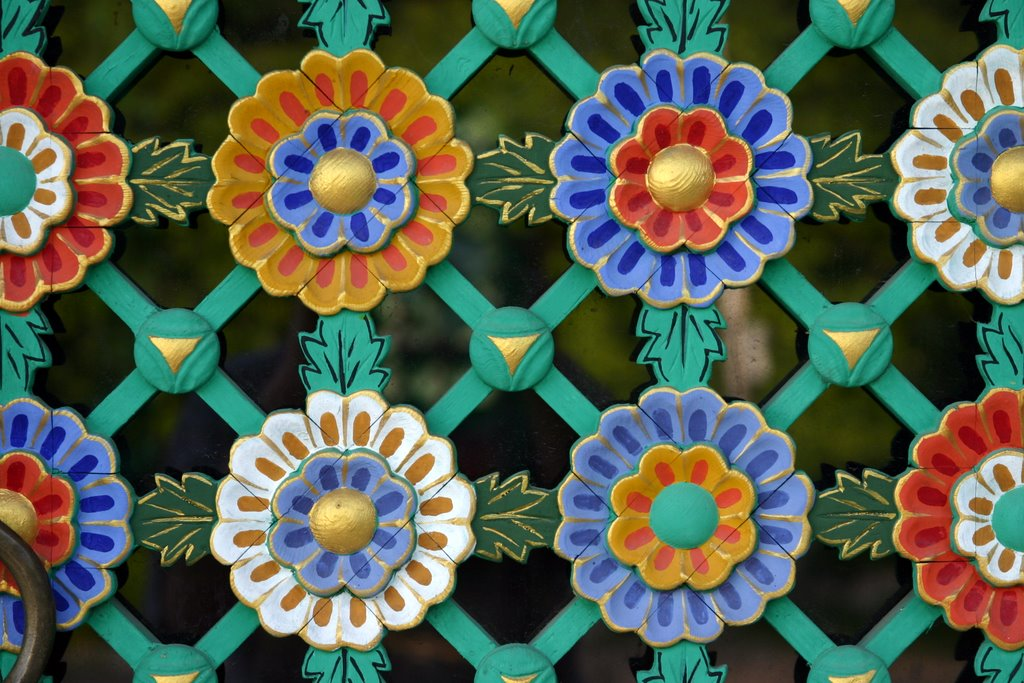
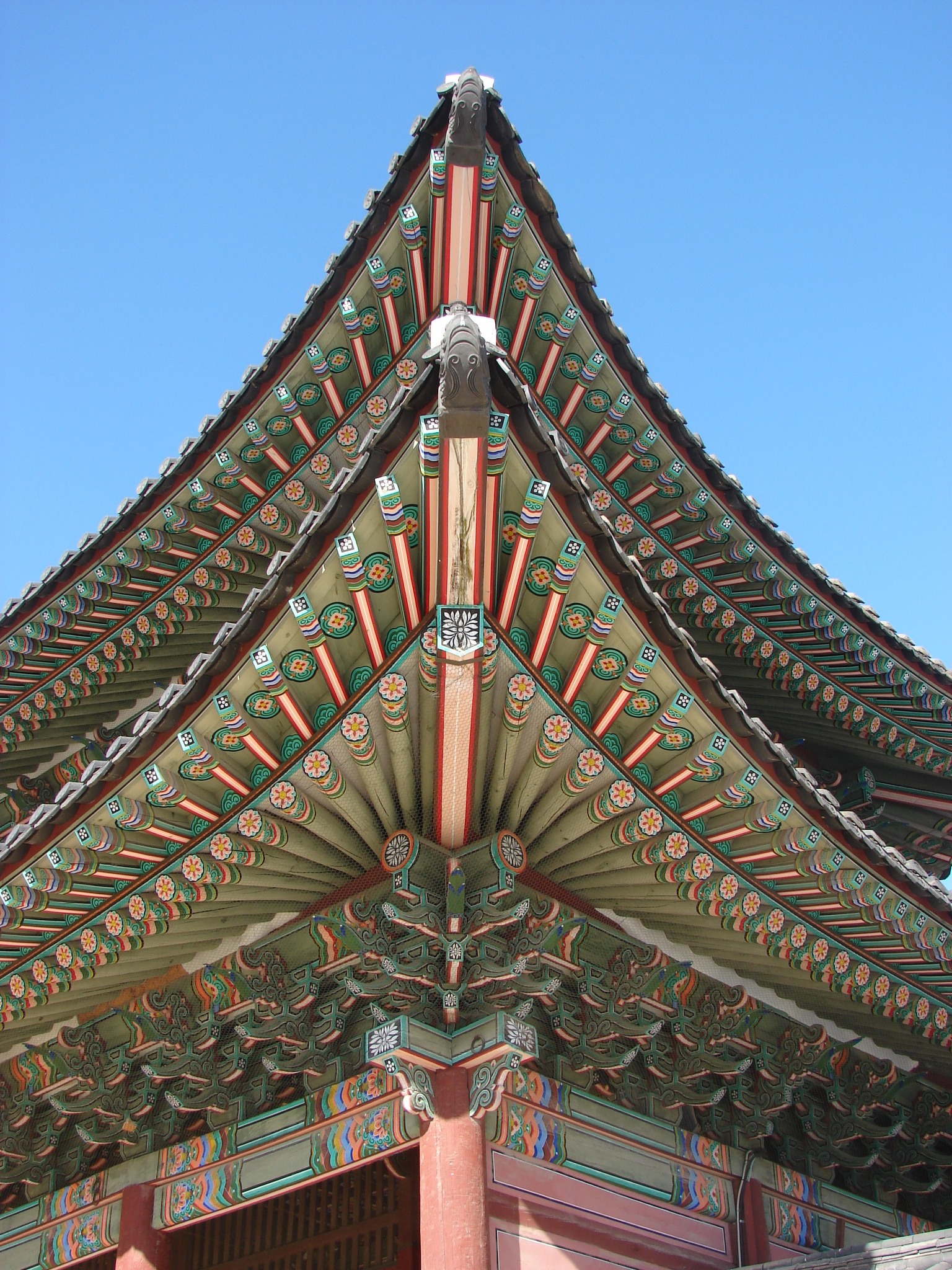
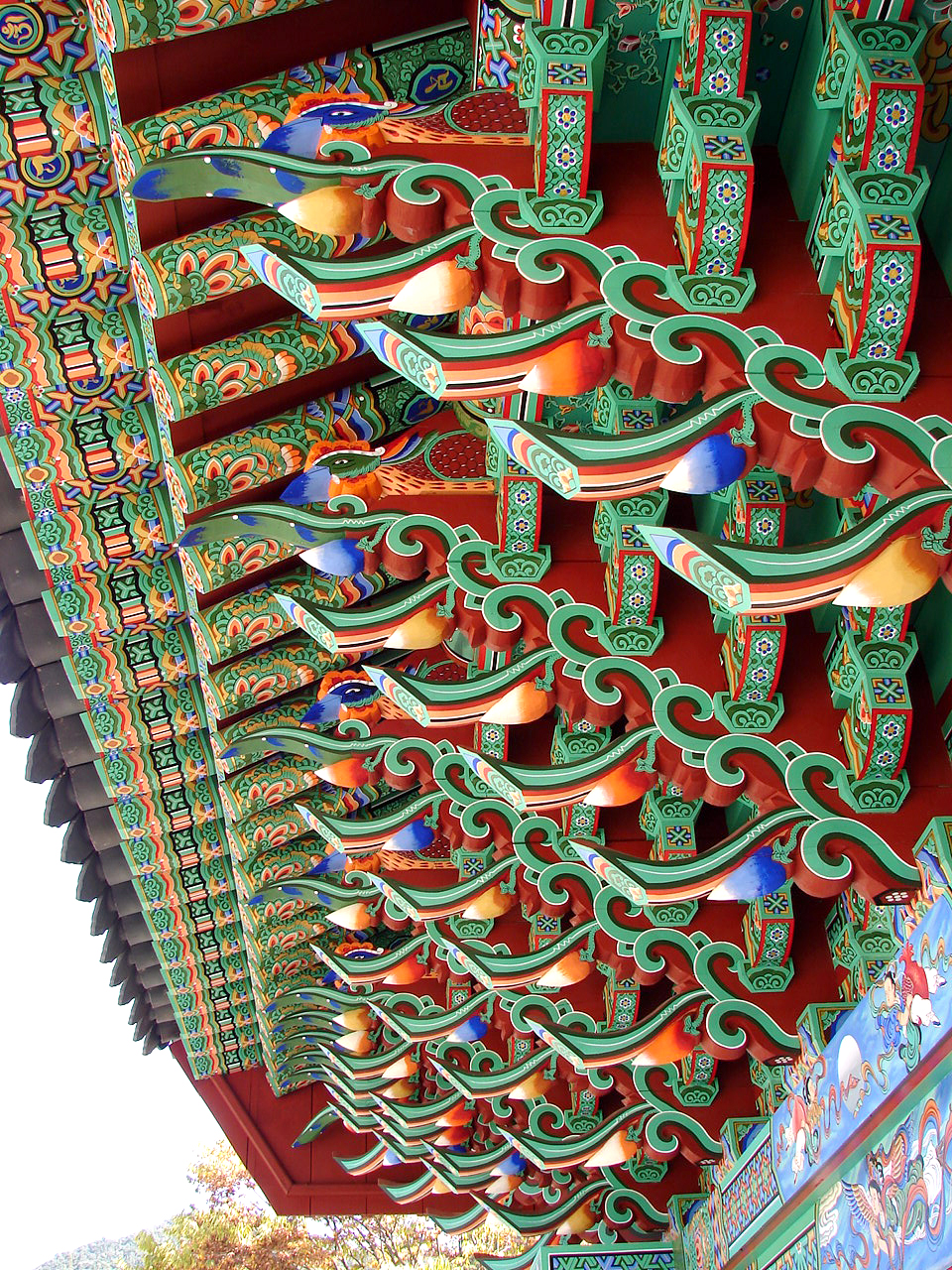
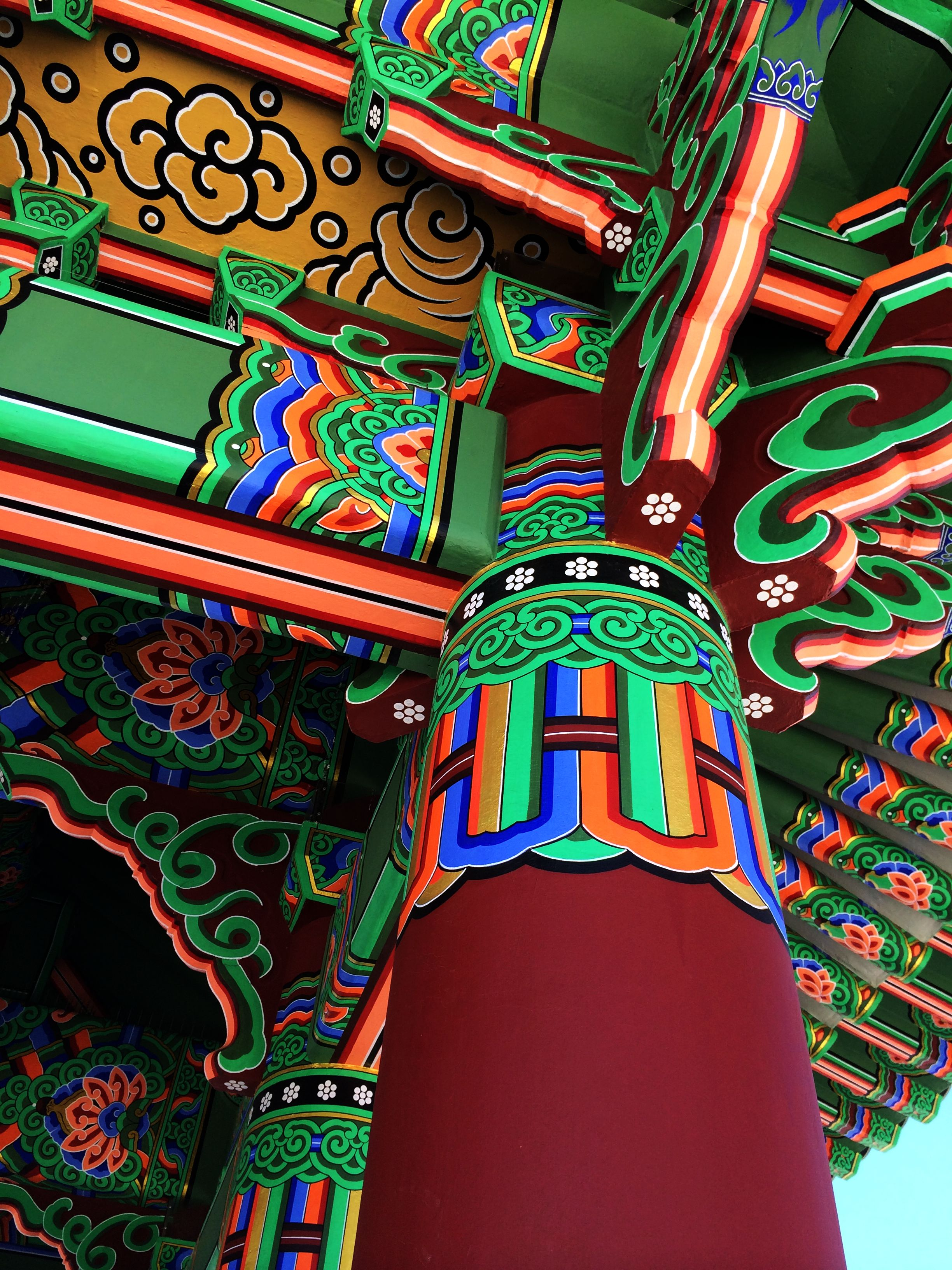
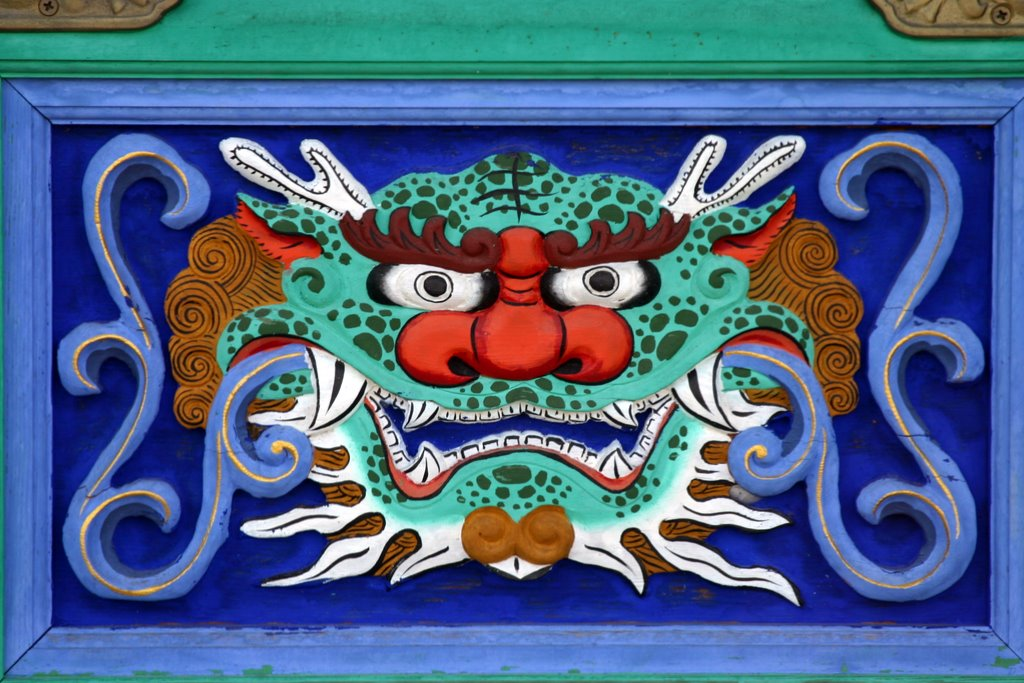